# بيت الجاحمي (المفتاح)

تعديل مصدري - تعديل

بيت الجاحمي هي إحدى قرى عزلة الجبر الاعلى بمديرية المفتاح التابعة لمحافظة حجة، بلغ تعداد سكانها 199 نسمة حسب تعداد اليمن لعام 2004.